# IC 1131
IC 1131 ist eine elliptische Galaxie vom Hubble-Typ E1 im Sternbild Serpens nördlich des Himmelsäquators. Sie ist schätzungsweise 93 Millionen Lichtjahre von der Milchstraße entfernt und hat einen Durchmesser von etwa 20.000 Lichtjahren. Vermutlich bildet sie gemeinsam mit NGC 5970 ein gravitativ gebundenes Galaxienpaar.

Im selben Himmelsareal befindet sich u. a. die Galaxie NGC 5957.
Das Objekt wurde am 29. Juni 1891 vom französischen Astronomen Stéphane Javelle entdeckt.